# Western Football League
Western Football League er en regional fodboldliga i Sydvestengland for semiprofessionelle hold og amatørhold fra Bristol, Cornwall, Devon, Somerset, det vestlige Dorset samt dele af Gloucestershire og Wiltshire. Ligaen blev grundlagt i 1892 under navnet Bristol & District League, men allerede tre år senere ændredes navnet til det nuværende. På grund af et navnesponsorat fra firmaet Toolstation, er ligaen også kendt under navnet Toolstation League.
Ligaen består af to divisioner, Premier Division og Division One, der i sæsonen 2012-13 består af hhv. 20 og 21 hold. Divisionerne befinder sig på niveau 9 og 10 i ligasystemet i engelsk fodbold. Nr. 1-3 i Premier Division kan ansøge om at rykke op i Southern League Division One South & West – der kan dog højst rykke to hold op. På niveauet under Western Football League i det engelske ligasystem finder man Gloucestershire County League, Somerset County League og Wiltshire League. Der kan også ske oprykning til Western Football League fra South West Peninsula League Premier Division, men denne division er på samme niveau som Western Football League's Division One, så oprykning fra South West Peninsula League sker altså til Western League's Premier Division.

## Historie
Ligaen blev oprettet i 1892 under navnet Bristol & District League og blev til Western League i 1895. (Siden da er der oprettet en ny liga med navnet Bristol & District League, som stadig findes i dag). Følgende klubber var med til at starte ligaen:
- Bedminster FC (fusionerede senere med Bristol South End FC under dannelse af Bristol City FC)
- Clevedon FC (skiftede senere navn til Clevedon Town FC)
- Clifton Association FC
- Eastville Rovers FC (skiftede navn til Bristol Rovers FC)
- Mangotsfield FC
- St. George FC (fusionerede senere med Roman Glass FC under dannelse af Roman Glass St George FC)
- Trowbridge Town FC
- Warmley FC
- Wells City FC

I årene før anden verdenskrig spillede mange hold i både Southern League og Western League, hvoraf førstnævnte imidlertid blev betragtet som den væsentligste liga.
Fire gange har klubber fra Western Football Leauge vundet pokalturneringen FA Vase. Tiverton Town FC har vundet turneringen to gange, Taunton Town FC én gang og senest Truro City FC, som besejrede AFC Totton i 2007 i den første finale spillet på det nye Wembley Stadium. Truro City var den eneste af de tre klubber, der vandt turneringen, mens den spillede i Division One. Ingen af de to andre klubber spiller længere i Western Football Leaugue, da de begge er rykket op i Southern League.

## Mestre

### Flest mesterskaber
| Mesterskaber i Western Football League 1892–2012 | Mesterskaber i Western Football League 1892–2012 | Mesterskaber i Western Football League 1892–2012                                         |
| Antal                                            | Hold                                             | Sæsoner                                                                                  |
| ------------------------------------------------ | ------------------------------------------------ | ---------------------------------------------------------------------------------------- |
| 10                                               | Bideford                                         | 1963-64, 1970-71, 1971-72, 1981-82, 1982-83, 2001-02, 2003-04, 2004-05, 2005-06, 2009-10 |
| 7                                                | Bristol City Reserves                            | 1910-11, 1920-21, 1925-26, 1926-27, 1937-38, 1961-62, 1962-63                            |
| 6                                                | Taunton Town                                     | 1968-69, 1989-90, 1995-96, 1998-99, 1999-00, 2000-01                                     |
| 5                                                | Bristol Rovers Reserves                          | 1912-13, 1928-29, 1935-36, 1936-37, 1945-46                                              |
| 5                                                | Welton Rovers                                    | 1911-12, 1964-65, 1965-66, 1966-67, 1973-74                                              |
| 4                                                | Warmley                                          | 1892-93, 1893-94, 1895-96, 1896-97                                                       |
| 4                                                | Yeovil and Petters United                        | 1921-22, 1924-25, 1929-30, 1934-35                                                       |
| 4                                                | Trowbridge Town                                  | 1939-40, 1946-47, 1947-48, 1955-56                                                       |
| 4                                                | Falmouth Town                                    | 1974-75, 1975-76, 1976-77, 1977-78                                                       |
| 4                                                | Tiverton Town                                    | 1993-94, 1994-95, 1996-97, 1997-98                                                       |

### Alle sæsoner
| Sæson                                          | Mester                    |
| ---------------------------------------------- | ------------------------- |
| 1892-93                                        | Warmley                   |
| 1893-94                                        | Warmley                   |
| 1894-95                                        | Hereford Thistle          |
| 1895-96                                        | Warmley                   |
| 1896-97                                        | Warmley                   |
| 1897-98                                        | Bristol City              |
| 1898-99                                        | Swindon Town              |
| 1899-1900                                      | Bristol Rovers            |
| 1900-01                                        | Portsmouth                |
| 1901-02                                        | Portsmouth                |
| 1902-03                                        | Portsmouth                |
| 1903-04                                        | Tottenham Hotspur         |
| 1904-05                                        | Plymouth Argyle           |
| 1905-06                                        | Queens Park Rangers       |
| 1906-07                                        | West Ham United           |
| 1907-08                                        | Millwall                  |
| 1908-09                                        | Millwall                  |
| 1909-10                                        | Treharris                 |
| 1910-11                                        | Bristol City Reserves     |
| 1911-12                                        | Welton Rovers             |
| 1912-13                                        | Bristol Rovers Reserves   |
| 1913-14                                        | Cardiff City              |
| 1914–19: Ikke afviklet pga. første verdenskrig |                           |
| 1919-20                                        | Douglas                   |
| 1920-21                                        | Bristol City Reserves     |
| 1921-22                                        | Yeovil and Petters United |
| 1922-23                                        | Weymouth                  |
| 1923-24                                        | Lovells Athletic          |

| Sæson                                         | Mester                    |
| --------------------------------------------- | ------------------------- |
| 1924-25                                       | Yeovil and Petters United |
| 1925-26                                       | Bristol City Reserves     |
| 1926-27                                       | Bristol City Reserves     |
| 1927-28                                       | Plymouth Argyle Reserves  |
| 1928-29                                       | Bristol Rovers Reserves   |
| 1929-30                                       | Yeovil and Petters United |
| 1930-31                                       | Exeter City Reserves      |
| 1931-32                                       | Plymouth Argyle Reserves  |
| 1932-33                                       | Exeter City Reserves      |
| 1933-34                                       | Bath City                 |
| 1934-35                                       | Yeovil and Petters United |
| 1935-36                                       | Bristol Rovers Reserves   |
| 1936-37                                       | Bristol Rovers Reserves   |
| 1937-38                                       | Bristol City Reserves     |
| 1938-39                                       | Lovells Athletic          |
| 1939-40                                       | Trowbridge Town           |
| 1940–45: Ikke afviklet pga. anden verdenskrig |                           |
| 1945-46                                       | Bristol Rovers Reserves   |
| 1946-47                                       | Trowbridge Town           |
| 1947-48                                       | Trowbridge Town           |
| 1948-49                                       | Glastonbury               |
| 1949-50                                       | Wells City                |
| 1950-51                                       | Glastonbury               |
| 1951-52                                       | Chippenham Town           |
| 1952-53                                       | Barnstaple Town           |
| 1953-54                                       | Weymouth Reserves         |
| 1954-55                                       | Dorchester Town           |
| 1955-56                                       | Trowbridge Town           |

| Sæson   | Mester                  |
| ------- | ----------------------- |
| 1956-57 | Poole Town              |
| 1957-58 | Salisbury               |
| 1958-59 | Yeovil Town Reserves    |
| 1959-60 | Torquay United Reserves |
| 1960-61 | Salisbury               |
| 1961-62 | Bristol City Reserves   |
| 1962-63 | Bristol City Reserves   |
| 1963-64 | Bideford                |
| 1964-65 | Welton Rovers           |
| 1965-66 | Welton Rovers           |
| 1966-67 | Welton Rovers           |
| 1967-68 | Bridgwater Town         |
| 1968-69 | Taunton Town            |
| 1969-70 | Glastonbury             |
| 1970-71 | Bideford                |
| 1971-72 | Bideford                |
| 1972-73 | Devizes Town            |
| 1973-74 | Welton Rovers           |
| 1974-75 | Falmouth Town           |
| 1975-76 | Falmouth Town           |
| 1976-77 | Falmouth Town           |
| 1977-78 | Falmouth Town           |
| 1978-79 | Frome Town              |
| 1979-80 | Barnstaple Town         |
| 1980-81 | Bridgwater Town         |
| 1981-82 | Bideford                |
| 1982-83 | Bideford                |
| 1983-84 | Exmouth Town            |
| 1984-85 | Saltash United          |

| Sæson     | Mester              |
| --------- | ------------------- |
| 1985-86   | Exmouth Town        |
| 1986-87   | Saltash United      |
| 1987-88   | Liskeard Athletic   |
| 1988-89   | Saltash United      |
| 1989-90   | Taunton Town        |
| 1990-91   | Mangotsfield United |
| 1991-92   | Weston-super-Mare   |
| 1992-93   | Clevedon Town       |
| 1993-94   | Tiverton Town       |
| 1994-95   | Tiverton Town       |
| 1995-96   | Taunton Town        |
| 1996-97   | Tiverton Town       |
| 1997-98   | Tiverton Town       |
| 1998-99   | Taunton Town        |
| 1999-2000 | Taunton Town        |
| 2000-01   | Taunton Town        |
| 2001-02   | Bideford            |
| 2002-03   | Team Bath           |
| 2003-04   | Bideford            |
| 2004-05   | Bideford            |
| 2005-06   | Bideford            |
| 2006-07   | Corsham Town        |
| 2007-08   | Truro City          |
| 2008-09   | Bitton              |
| 2009-10   | Bideford            |
| 2010-11   | Larkhall Athletic   |
| 2011-12   | Merthyr Town        |